# Izolatory energetyczne

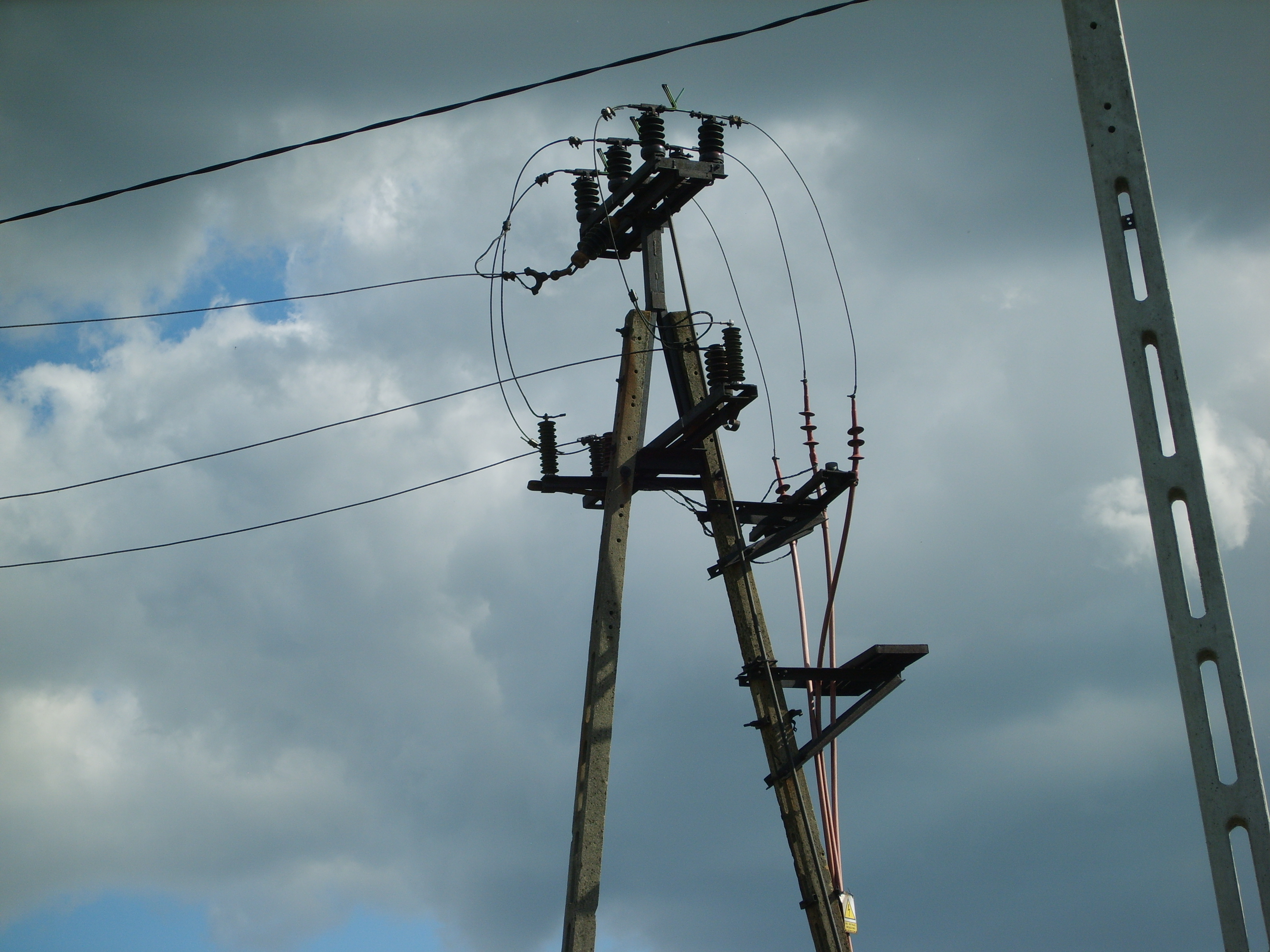
Izolatory na słupie linii średniego napięcia

Izolatory energetyczne (ang. insulator) – ogólna nazwa aparatów stosowanych w elektroenergetyce do podtrzymywania i izolowania elementów przewodzących. 
Izolacja ta ma zasadniczy wpływ na parametry linii, a od przyjętych układów izolacyjnych zależy kształt słupów, gabaryty linii, parametry i warunki eksploatacji. Oprócz właściwości izolacyjnych  izolatory muszą wytrzymywać siłę naciągu przewodu, jak i przewodu w warunkach krytycznych obciążenia szadzią, lodem czy wiatrem.

## Podstawowe parametry
Podstawowe parametry charakteryzujące izolatory w elektroenergetyce to:
- napięcie znamionowe (kV)
- droga upływu (mm)
- droga przeskoku (mm)
- droga przebicia (mm)
- napięcie probiercze 50 Hz pod deszczem (kV)
- napięcie probiercze udarowe o kształcie 1,2/50 μs (kV)
- napięcie przeskoku 50 Hz na sucho (kV)
- napięcie przeskoku 50 Hz pod deszczem (kV)
- obciążenie probiercze (kN)
- wytrzymałość mechaniczna (kN)
- wytrzymałość elektromechaniczna (kN)

## Oznaczenia izolatorów

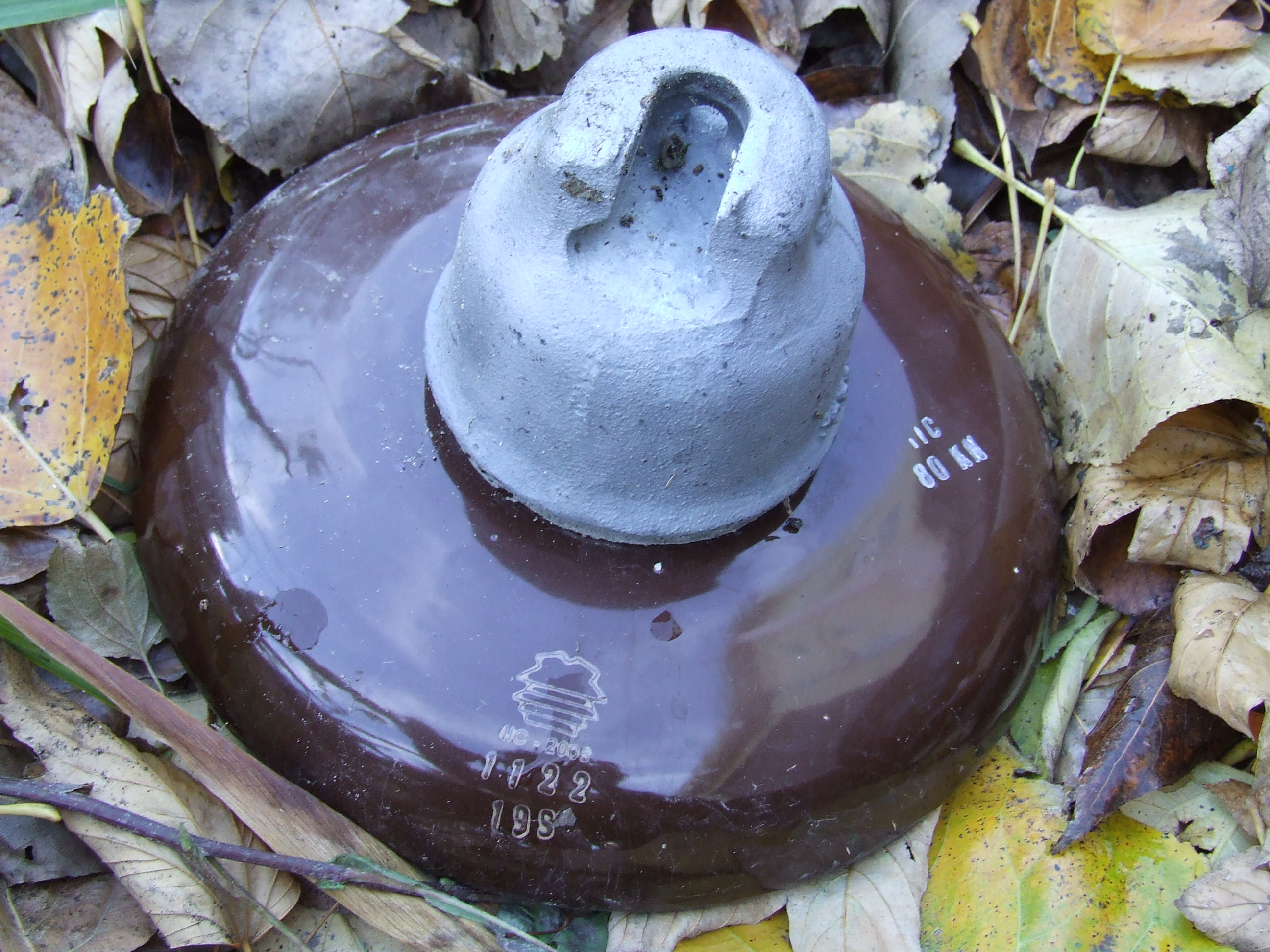
Izolator kołpakowy ceramiczny

Do oznaczania izolatorów w elektroenergetyce stosuje się symbole:
- L - izolatory liniowe
- S - izolatory stojące
- W - izolatory wsporcze
- K - izolatory kołpakowe
- G - izolatory odciągowe
- Z - izolatory przeciwzabrudzeniowe
- D - izolatory o konstrukcji w kształcie litery delta (deltowe)
- P - izolatory o konstrukcji pniowej (nieprzebijalne)

Izolatory pniowe o długości pnia co najmniej trzy razy większej od średnicy nazywamy izolatorami długopniowymi. W przypadku, gdy wnętrze izolatora pniowego nie zawiera szczeliny powietrznej (jest pełne), mówimy o izolatorach pełnopniowych.

## Podział

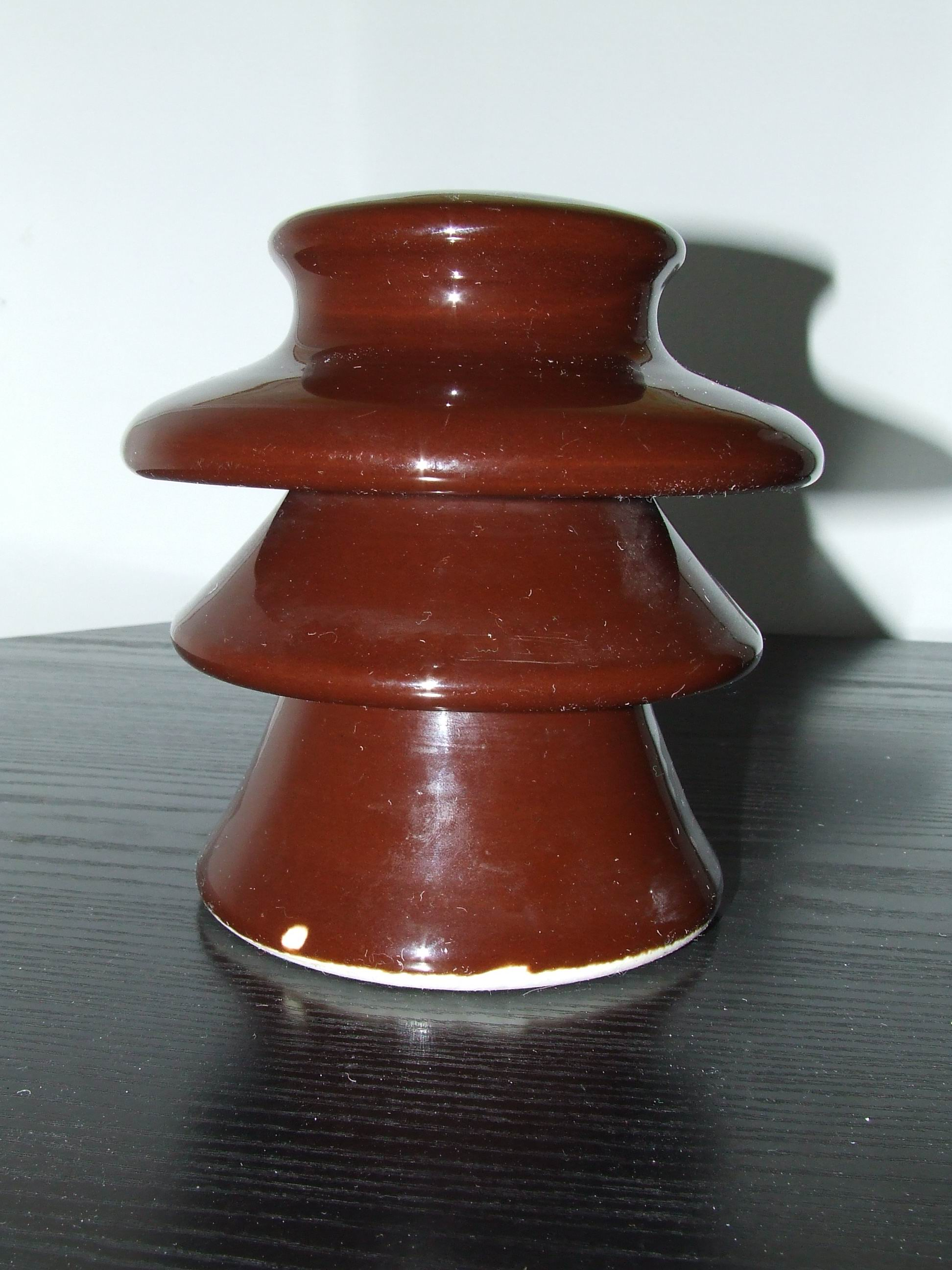
Izolator deltowy (LSD)

Najczęściej spotykane izolatory w elektroenergetyce to:
- izolatory liniowe stojące,
- izolatory liniowe wiszące,
- izolatory stacyjne wsporcze,
- izolatory przepustowe.

### Izolatory liniowe wsporcze
Izolatory liniowe wsporcze (dawniej stojące) to rodzaj izolatorów stosowanych w liniach elektroenergetycznych średniego napięcia i wysokiego napięcia oraz w rozdzielniach napowietrznych jako wsporniki szyn i części odłączników oraz bezpieczników.
Najczęściej spotykane typy izolatorów stojących to już nie stosowane: izolatory deltowe (LSD - o niezbyt korzystnym kształcie i podatne na wyładowania niezupełne), szerokokloszowe (szerszy górny klosz bardziej niewrażliwe na przeskoki) i powszechnie stosowane izolatory pniowe (LSP - o znacznej odporności na uderzenia i dobrej wytrzymałości elektrycznej przy zanieczyszczeniach).

### Izolatory liniowe wiszące
Izolatory liniowe wiszące to rodzaj izolatorów stosowanych w liniach elektroenergetycznych głównie wysokiego napięcia i przeznaczone są one do pracy mechanicznej tylko na rozciąganie.
Najczęściej spotykane izolatory wiszące są typu łańcuchowego. 

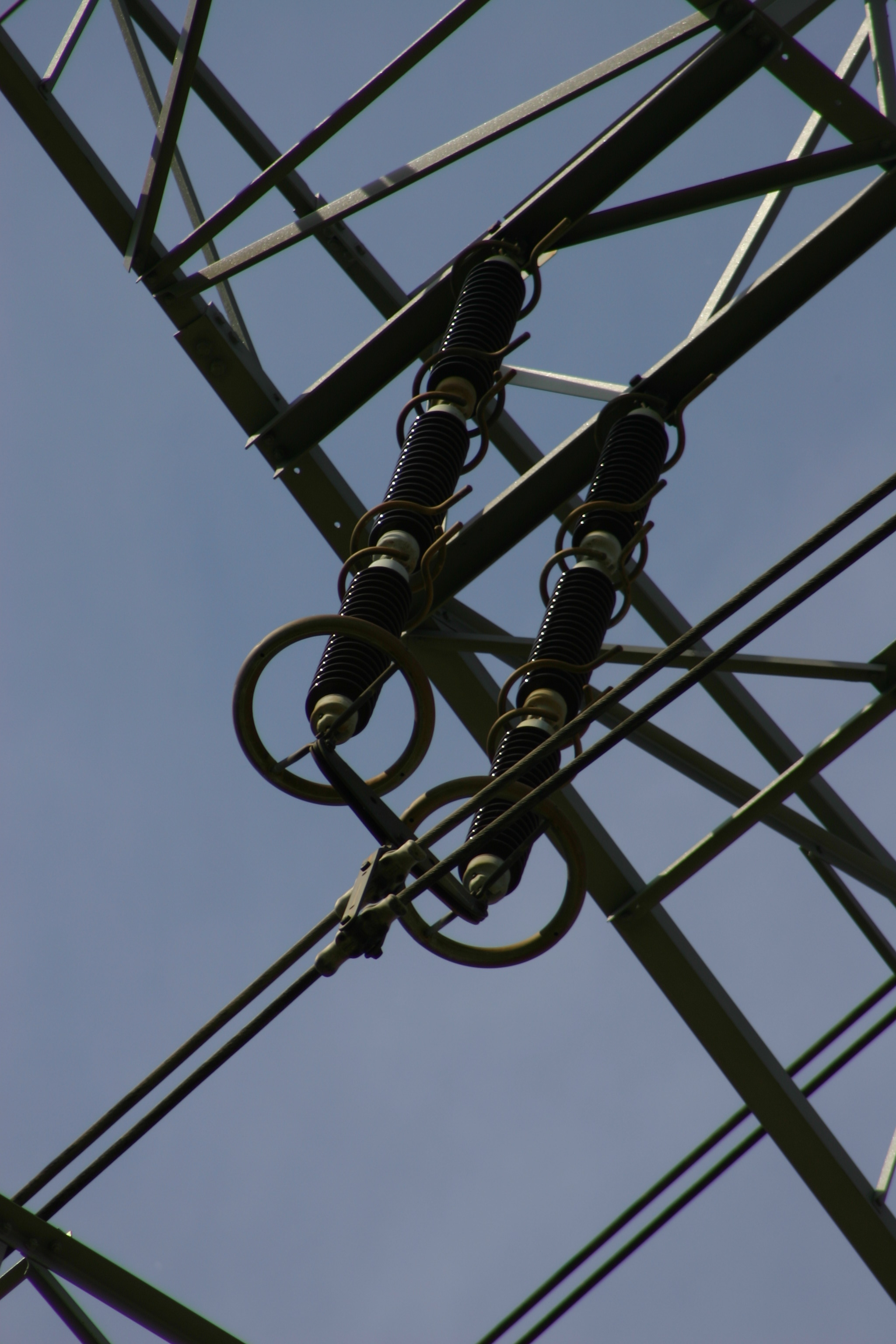
Łańcuch izolatorów

Łańcuchem izolatorowym nazywamy jeden lub więcej izolatorów wiszących połączonych szeregowo wraz z osprzętem, a rozróżnia się układy łańcuchów:
- jednorzędowy - złożony z jednego lub więcej izolatorów wiszących połączonych szeregowo,
- wielorzędowy - zespół dwóch lub więcej takich samych łańcuchów izolatorowych jednorzędowych połączonych równolegle,
- złożone - zespół dwóch lub więcej jednorzędowych albo wielorzędowych łańcuchów izolatorowych w układzie zapewniających określone właściwości elektryczne lub mechaniczne np. układy V i Y.

Najczęściej w Polsce na liniach 110, 220 i 400 kV stosuje się izolatory długopniowe ceramiczne lub kompozytowe (LP) oraz izolatory kołpakowe szklane (LK). Izolatory te zawieszane są w typowych układach izolacyjnych:
- na słupach przelotowych: łańcuchy wiszące ŁP i ŁP2 oraz ŁPV i ŁPV2,
- na słupach mocnych: łańcuchy odciągowe ŁO, ŁO2, ŁO3,
- w IV strefie zabrudzeniowej na słupach przelotowych: specjalne łańcuchy figurowe ŁPA, ŁPY, ŁPX lub ŁPX2.

Na świecie coraz częściej stosowane są też izolatory z kauczuku silikonowego z uwagi na około 20% niższą cenę od porcelanowych, mniejszą wagę i większą odporność na uszkodzenia mechaniczne.

### Izolatory stacyjne wsporcze
Izolatory stacyjne wsporcze służą do mocowania szyn, styków w odłącznikach oraz bezpieczników. Izolatory nie są obciążone mechanicznie, a istotne są tu siły elektrodynamiczne przy zwarciach - stąd konieczność zwiększania średnicy izolatora ku dołowi. Oprócz tradycyjnie wykonanych izolatorów stosuje się też izolatory żywiczne i silikonowe.
Izolatory wsporcze napowietrzne kiedyś realizowane były podobnie jak izolatory łańcuchowe wiszące jako wieloczłonowe o sztywnych połączeniach między ogniwami. Obecnie wieloczłonowe izolatory występują tylko dla najwyższych napięć - wtedy człony niższe mają większe średnice. 

### Izolatory przepustowe
Izolatory przepustowe służą do przeprowadzenia szyny pod napięciem (wysokim, średnim czy niskim) przez ścianę uziemioną. Po dwóch stronach ściany mogą występować jednakowe lub różne warunki:
- powietrze w urządzeniu wnętrzowym,
- powietrze w urządzeniu napowietrznym,
- olej w transformatorze lub kondensatorze,
- olej w wyłączniku olejowym.

W związku z tym spotyka się typy izolatorów przepustowych:
- ścienny wnętrzowy - do przejścia przez ścianę lub przegrodę w rozdzielni wnętrzowej,
- napowietrzno-wnętrzowy - na wejściu linii napowietrznej lub kablowej do rozdzielni wnętrzowej,
- wnętrzowo-transformatorowy,
- napowierzno-transformatorowy,
- wnętrzowo-wyłącznikowy,
- napowietrzno-wyłącznikowy.

W przypadku napięć niskich i średnich można spotkać izolatory przepustowe wyłącznie porcelanowe, ale powyżej 20 kV mogą wystąpić iskry ślizgowe co wymaga skomplikowania konstrukcji izolatora (tzw. kieszenie zametalizowane czy zametalizowanie lub zagrafitowanie powierzchni wewnętrznej); stosuje się też izolatory wielorurowe. W przypadku wysokich napięć izolatory porcelanowe nie są stosowane z uwagi na mechanizm przebicia cieplnego - tu zastosowanie znalazły izolatory kondensatorowe z papieru bakelizowanego w osłonie porcelanowej, izolatory przepustowe olejowe (porcelana jest zbiornikiem na olej), izolatory przepustowe papierowo-olejowe (dodatkowo izolacja z papieru bakelizowanego, papierowe bariery lub metalowe przegrody do sterowania kondesatorowego). Coraz częściej spotykane są też izolatory wsporcze silikonowe.